# Angel Dust
Angel Dust je čtvrté studiové album skupiny Faith No More, které vyšlo v roce 1992. Jedná se zároveň o poslední album, na kterém účinkuje kytarista Jim Martin. Album je hudebními kritiky označováno za jedno z nejdůležitejších v historii. Hudební magazín Kerrang! ho uvedl na první pozici v kategorii: "Most Influential Album of all Time". Album obsahuje 5 singlů, včetně známé skladby "Midlife Crisis", která to dotáhla až na první příčku v US Alternative Songs. Samotné album to dotáhlo na 10. místo v žebříčku Billboard 200 albums chart.
Píseň "Midlife Crisis" byla použita v PC hře GTA: San Andreas.

## Skladby
Autory všech písní jsou Faith No More, pokud není uvedeno jinak.
| Pořadí | Název                            | Autor         | Délka |
| ------ | -------------------------------- | ------------- | ----- |
| 1.     | Land of Sunshine                 |               | 3:44  |
| 2.     | Caffeine                         |               | 4:28  |
| 3.     | Midlife Crisis                   |               | 4:21  |
| 4.     | RV                               |               | 3:43  |
| 5.     | Smaller and Smaller              |               | 5:11  |
| 6.     | Everything's Ruined              |               | 4:33  |
| 7.     | Malpractice                      |               | 4:02  |
| 8.     | Kindergarten                     |               | 4:31  |
| 9.     | Be Aggressive                    |               | 3:42  |
| 10.    | A Small Victory                  |               | 4:57  |
| 11.    | Crack Hitler                     |               | 4:12  |
| 12.    | Jizzlobber                       |               | 6:38  |
| 13.    | Midnight Cowboy (instrumentální) |               | 4:39  |
| 14.    | Easy                             | Lionel Richie | 3:04  |

## Sestava
- Mike Patton – zpěv
- Jim Martin – kytara, doprovodný zpěv
- Billy Gould – baskytara, doprovodný zpěv
- Roddy Bottum – klávesy, doprovodný zpěv
- Mike Bordin – bicí, doprovodný zpěv